# Anolis extremus
Anolis extremus es una especie de lagarto anoles perteneciente a la familia Polychrotidae.

## Distribución
Se encuentra en las Antillas Menores en Barbados, Santa Lucía, Bermudas, e 
introducido en Venezuela (Caracas) y Trinidad y Tobago.